# Orbinia minima
Orbinia minima är en ringmaskart som beskrevs av Hartmann-Schröder och Rosenfeldt 1990. Orbinia minima ingår i släktet Orbinia och familjen Orbiniidae. Inga underarter finns listade i Catalogue of Life.